# Ochanella hova
Ochanella hova är en fjärilsart som beskrevs av Butler 1882. Ochanella hova ingår i släktet Ochanella och familjen ädelspinnare. Inga underarter finns listade i Catalogue of Life.